# のぶながちゃん公記
『のぶながちゃん公記』（のぶながちゃんこうき）は、くりきまるによる日本の4コマ漫画作品。

## 概要
『まんがくらぶオリジナル』（竹書房）の「新人4コマサバイバル（2008年版）」で3代目の殿堂入りとなっていた、くりきまるの同誌での初連載作品である。『まんがくらぶオリジナル』において、2010年10月号で戦国武将特集の読み切りとして掲載されたのち2011年2月号より連載となる。2014年12月号で同誌休刊により連載終了。その後、同社刊の『キスカ』2015年1・2・3・5・6月号に掲載され完結した。
織田信長をモチーフにした作品は数多あるが、本作は信長の替え玉に仕立て上げられた女の子が翻弄されながらも奮闘するさまを描いている。一見すると突飛な設定だが、『まんがくらぶオリジナル』OBで同じ時代を描いた『信長の忍び』の作者である重野なおきはコミックス2巻の発売の際に「とっても史実に忠実な戦国絵巻です!! 性別以外は!!」とのコメントを寄せている。
物語は、1548年の信長と帰蝶の婚礼から1556年の長良川の戦いによる斎藤道三の死までを描いているが、大まかな歴史の流れには沿っているものの基本的にギャグ漫画であるため、帰蝶との間に子がないのは女の子同士の夫婦のためであることや、うつけとも評される行いや奇抜な格好は庶民の女の子として発想ゆえ、に置き換えられている。

## 登場人物
織田 信長（おだ のぶなが）
元は商人の娘で、戦で焼け出されたところを拾われる。ただの女中だったが、本物の信長が婚礼の日に失踪したとき、その場に居合わせたがために信長の替え玉に仕立て上げられる。
実在の人物については織田信長の項目を参照のこと。
帰蝶（きちょう）
信長の正室だが、その信長が替え玉の女の子であることには気づいていない。マムシの娘であることから夫婦間ですら支配者としての風格が漂うが、毎号の紹介文で「ワケあり信長とツンデレ帰蝶」とあるように、夫婦仲は睦まじい。
実在の人物については濃姫の項目を参照のこと。
織田 信秀（おだ のぶひで）
織田弾正忠家の当主。替え玉の件を知っており、のぞきなどスケベな面を見せるが、死に際しては替え玉にもかかわらず信長に期待を寄せ後継者とする。
実在の人物については織田信秀の項目を参照のこと。
平手 政秀（ひらて まさひで）
信長の教育係にして、替え玉を仕立て上げた張本人。自害したとの噂を流布し表舞台から退くが、その後は沢彦（たくげん）和尚と名を変えて信長を支える。
実在の人物については平手政秀および沢彦の項目を参照のこと。
竹千代（たけちよ）
三河の松平家からの人質で、のちの徳川家康。信長が女の子の替え玉だということを知っており、この信長に好意を寄せていた。
実在の人物については徳川家康の項目を参照のこと。
おえい
帰蝶付の侍女。衆道=BL好き。なぜか呼ばれればすぐに姿を現す森可成お兄ちゃんとは13歳差の幼なじみ。
斎藤 道三（さいとう どうさん）
娘の帰蝶を溺愛する、美濃のマムシ。一目で信長が女の子の替え玉だと見抜くが、女の子同士であれば帰蝶が清らかなままであるとして信長に味方する。
実在の人物については斎藤道三の項目を参照のこと。
土田御前（どたごぜん）
帰蝶の姑であり、信長に向けられる過剰な愛情に比べて帰蝶には嫁いびりの一面を見せる。
実在の人物については土田御前の項目を参照のこと。
お犬（おいぬ）
信長の妹で、「お兄様は第六天魔王の転生者」と信じている暗黒の破壊姫。光の戦士を名乗る佐治為興とは馬が合わないようにも見えるが、のちに夫婦となる。
実在の人物についてはお犬の方の項目を参照のこと。
お市（おいち）
信長の妹で、のちに夫となる柴田勝家によく懐いている。
実在の人物についてはお市の方の項目を参照のこと。
吉乃（きつの）
馬借の娘で、熱田神宮へ参拝に来た名も知らぬ信長にひと目惚れする。帰蝶が友達と呼ぶ仲になっており、のちに信長の側室となる。
実在の人物については生駒吉乃の項目を参照のこと。
日吉丸（ひよしまる）/ 木下 藤吉郎（きのした とうきちろう）
馬借の生駒家（吉乃の実家）の使いで織田家に関わるようになり、のちに足軽大将となり望むと望まざると出世してゆくことになってしまう。
実在の人物については豊臣秀吉の項目を参照のこと。
織田 信光（おだ のぶみつ）
兄・信秀の死後、替え玉の秘密を打ち明けられ信長の後見人となるが、自身による尾張統一の野望を秘める。その後、（真）信長の策略により信長による尾張統一の最大の邪魔者として暗殺される。
実在の人物については織田信光の項目を参照のこと。
岩室 長門（いわむろ ながと）
信長付きとなる、甲賀五十三家に連なる女忍び。織田家を取り巻く社会情勢に長けており、後見人となった信光により信長の護衛（監視）のために送り込まれるが、その実は歴史の裏で暗躍する（真）信長の命をうけ織田家に潜り込んだ。
実在の人物については岩室長門守の項目を参照のこと。
（真）信長
帰蝶との婚礼の日に織田家を飛び出し、以降は物語の節目々々に登場しては歴史を動かす。今後は木下藤吉郎を自らの上司に仕立てて、暗躍することとなる。

## 書誌情報
- くりきまる 『のぶながちゃん公記』 竹書房〈バンブー・コミックス〉、全3巻
  1. 2012年9月27日発売、ISBN 978-4-8124-7989-6[3]
  2. 2014年5月30日発売、ISBN 978-4-8124-8595-8[2]
  3. 2015年12月17日発売、ISBN 978-4-8019-5424-3[4]